# 海外資源局
海外資源局（Bureau of Foreign Supplies）は、南北戦争中にアメリカ連合国（南部連合）が有した機関である。1864年、議会制定法に基づき、陸軍省に属する部局として設置され、綿花を始めとする各種資源の輸出入に責任を負った。これは内戦末期に展開された戦費調達の試みの一環だった。
海外資源局は、汚職の横行していたテキサス綿花局（Texas Cotton Bureau）に対抗する部局として、ジョージア州出身のトーマス・L・ベイン中佐（Thomas L. Bayne）を局長に迎えて新設された。エドマンド・カービー・スミス大将に率いられたテキサス綿花局は、テキサス州産の綿花を連合国陸軍に売り込むことをその任務としており、海外資源局とは対立する立場にあった。
海外資源局によるテキサス州の綿花取引への干渉は、合法的な商取引を阻害するものとしてテキサス州議会およびペンドルトン・マーラー知事からの強い反発を受けた。テキサス州議会は、連合国による綿花の輸出事業に全会一致で反対し、リッチモンドの当局者によって戦争努力が損なわれたと非難した。
南北戦争の終結および連合国の崩壊に伴い、海外資源局は他の政府機関と共に解散した。